# Ertil
Ertil (russisch Эртиль) ist eine Stadt in der Oblast Woronesch (Russland) mit 11.387 Einwohnern (Stand 14. Oktober 2010).

## Geografie
Die Stadt liegt im Zentralteil der Oka-Don-Ebene etwa 225 km östlich der Oblasthauptstadt Woronesch an der gleichnamigen Ertil (auch Große Ertil, Bolschaja Ertil), einem Nebenfluss des in den Don mündenden Bitjug.
Ertil ist Verwaltungszentrum des gleichnamigen Rajons.
Die Stadt ist Endpunkt einer 30 Kilometer langen Nebenstrecke (nur Güterverkehr), die bei der Station Oborona von der Eisenbahnstrecke Grjasi–Wolgograd abzweigt.

## Geschichte
Ertil entstand 1897 im Zusammenhang mit dem Bau einer Zuckerfabrik beim Landsitz Ertilskaja step (Ertil-Steppe) des Grafen A.F. Orlow.
1963 wurde das Stadtrecht verliehen.

### Bevölkerungsentwicklung
| Jahr | Einwohner |
| ---- | --------- |
| 1939 | 7.139     |
| 1959 | 10.059    |
| 1970 | 12.648    |
| 1979 | 13.162    |
| 1989 | 14.144    |
| 2002 | 12.885    |
| 2010 | 11.387    |

Anmerkung: Volkszählungsdaten

## Kultur und Sehenswürdigkeiten
Die Stadt besitzt ein Heimatmuseum. Um den ehemaligen gräflichen Landsitz erstreckt sich ein dendrologischer Park.

## Wirtschaft
Neben der Zuckerfabrik gibt es weitere Betriebe der Lebensmittelindustrie sowie kleinere Unternehmen für Gerätebau.